# Amphineurus extraordinarius
Amphineurus extraordinarius är en tvåvingeart som beskrevs av Alexander 1939. Amphineurus extraordinarius ingår i släktet Amphineurus och familjen småharkrankar. Inga underarter finns listade i Catalogue of Life.